# David Aganzo
David Aganzo Méndez (Madrid, 10 gennaio 1981) è un ex calciatore spagnolo, di ruolo attaccante.

## Biografia
È sposato con Milene Domingues, ex moglie di Ronaldo.

## Carriera

### Club
Proveniente dalle giovanili del Real Madrid, ha giocato anche con Extremadura, Espanyol, Valladolid, Levante, Racing Santander, Beitar Gerusalemme, Alavés e Rayo Vallecano.

### Nazionale
Ha rappresentato Under-17, Under-20 e Under-21 spagnole. Con l'Under-20 spagnola ha vinto il mondiale Under-20 del 1999.

## Palmarès

### Club

#### Competizioni internazionali
- UEFA Champions League: 1

Real Madrid: 1999-2000

### Nazionale
- Campionato mondiale Under-20: 1

Nigeria 1999